# 最上莉奈
最上 莉奈（もがみ りな、1990年4月11日 - ）は、日本の元声優、元子役。沖縄県出身。血液型はA型。趣味は声楽。
かつて劇団ひまわりに所属していた。

## 出演
太字はメインキャラクター。

### ドラマ
- 辞めてたまるか!（1997年3月3日 TBS）
- P.S.元気です、俊平（1999年9月16日 TBS）第12話
- 私はやってない!痴漢えん罪殺人連鎖（2002年6月16日 テレビ東京）
- 探偵家族（2002年7月13日 日本テレビ）第1話

### アニメ
- 週刊ストーリーランド（女子、女子B）
- デビルマンレディー（坂沢ユリカ）

### 劇場版アニメ
- ガラスのうさぎ（江井敏子）

### ゲーム
- ぼくのなつやすみシリーズ
  - ぼくのなつやすみ（空野詩）
  - ぼくのなつやすみ2 海の冒険篇（相楽光）
  - ぼくのなつやすみ3 -北国篇- 小さなボクの大草原（花咲はるみ）

### 吹き替え
- アイ・アム・デビッド
- WITHOUT A TRACE/FBI 失踪者を追え!2（ヤング・リアナ） # 9
- ヴァン・ヘルシング
- 宮廷女官チャングムの誓い（ソングム幼少期）
- パイレーツ・オブ・カリビアン/呪われた海賊たち（エリザベス・スワン（幼少期））
- ハイジ（クララ）
- ヒヤシンスブルーの少女（ハンナ）
- ホーンティング
- マイ・スイート・メモリーズ（ハンナ・レイバーン）

### 特撮
- ウルトラシリーズ
  - ウルトラマンコスモス2 THE BLUE PLANET（チャイルドバルタン シルビィの声）
  - ウルトラマンコスモスVSウルトラマンジャスティス THE FINAL BATTLE（チャイルドバルタン シルビィの声）